# Ucero
Ucero è un comune spagnolo di 97 abitanti situato nella comunità autonoma di Castiglia e León.